# Adam Johnson (ishockeyspelare)
Adam Johnson, född 22 juni 1994 i Grand Rapids, Minnesota, död 28 oktober 2023 i Sheffield, Storbritannien, var en amerikansk professionell ishockeyforward som var kontrakterad till Pittsburgh Penguins i National Hockey League (NHL) och spelade för Wilkes-Barre/Scranton Penguins i American Hockey League (AHL). Han spelade tidigare för Minnesota Duluth Bulldogs (University of Minnesota Duluth) i National Collegiate Athletic Association (NCAA) och Indiana Ice och Sioux City Musketeers i United States Hockey League (USHL).
Under en EIHL-match med Nottingham Panthers på bortaplan mot Sheffield Steelers den 28 oktober 2023 träffades Adam Johnson av en skridskoskena mot halsen. Han fördes till Northern General Hospital i Sheffield, men läkarna hade inga möjligheter att rädda hans liv.
Johnson blev aldrig draftad.
Johnson spelade säsongen 2020-2021 i Malmö Redhawks.

## Statistik
| 2009–2010   | Hibbing-Chisholm Bluejackets   |             | 24  | 8  | 15 | 23  | 8  | 3  | 1 | 1 | 2  | 0 |
| 2010–2011   | Hibbing-Chisholm Bluejackets   |             | 25  | 34 | 36 | 70  | 14 | 3  | 4 | 6 | 10 | 0 |
| 2011–2012   | Hibbing-Chisholm Bluejackets   |             | 20  | 24 | 28 | 52  | 14 | 3  | 4 | 3 | 7  | 6 |
|             | Team North                     |             | 21  | 9  | 8  | 17  | 8  | 3  | 0 | 0 | 0  | 0 |
| 2012–2013   | Hibbing-Chisholm Bluejackets   |             | 24  | 16 | 27 | 43  | 70 | 2  | 4 | 0 | 4  | 0 |
|             | Team North                     |             | 21  | 6  | 8  | 14  | 14 | 3  | 1 | 0 | 1  | 2 |
|             | Indiana Ice                    | USHL        | 6   | 0  | 2  | 2   | 0  | —  | — | — | —  | — |
| 2013–2014   | Sioux City Musketeers          | USHL        | 56  | 15 | 31 | 46  | 25 | 8  | 4 | 3 | 7  | 6 |
| 2014–2015   | Sioux City Musketeers          | USHL        | 59  | 31 | 40 | 71  | 24 | 5  | 1 | 2 | 3  | 2 |
| 2015–2016   | Minnesota Duluth Bulldogs      | NCAA        | 39  | 6  | 12 | 18  | 8  | —  | — | — | —  | — |
| 2016–2017   | Minnesota Duluth Bulldogs      | NCAA        | 42  | 18 | 19 | 37  | 18 | —  | — | — | —  | — |
| 2017–2018   | Wilkes-Barre/Scranton Penguins | AHL         | 70  | 11 | 20 | 31  | 16 | 3  | 1 | 0 | 1  | 0 |
| 2018–2019   | Pittsburgh Penguins            | NHL         | 1   | 0  | 0  | 0   | 0  | —  | — | — | —  | — |
|             | Wilkes-Barre/Scranton Penguins | AHL         | 63  | 18 | 22 | 40  | 22 | —  | — | — | —  | — |
| NHL totalt  | NHL totalt                     | NHL totalt  | 1   | 0  | 0  | 0   | 0  | —  | — | — | —  | — |
| AHL totalt  | AHL totalt                     | AHL totalt  | 133 | 29 | 42 | 71  | 38 | 3  | 1 | 0 | 1  | 0 |
| NCAA totalt | NCAA totalt                    | NCAA totalt | 81  | 24 | 31 | 55  | 26 | —  | — | — | —  | — |
| USHL totalt | USHL totalt                    | USHL totalt | 121 | 46 | 73 | 119 | 49 | 13 | 5 | 5 | 10 | 8 |